# قاراچه تپه سی
قاراچه تپه سی مربوط به دوره صفوی است و در شهرستان ابهر، بخش مرکزی، دهستان صایین قلعه، روستای کبود چشمه واقع شده و این اثر در تاریخ ۲۶ دی ۱۳۸۶ با شمارهٔ ثبت ۲۰۵۲۴ به‌عنوان یکی از آثار ملی ایران به ثبت رسیده است.